# Carolina Ruiz Castillo

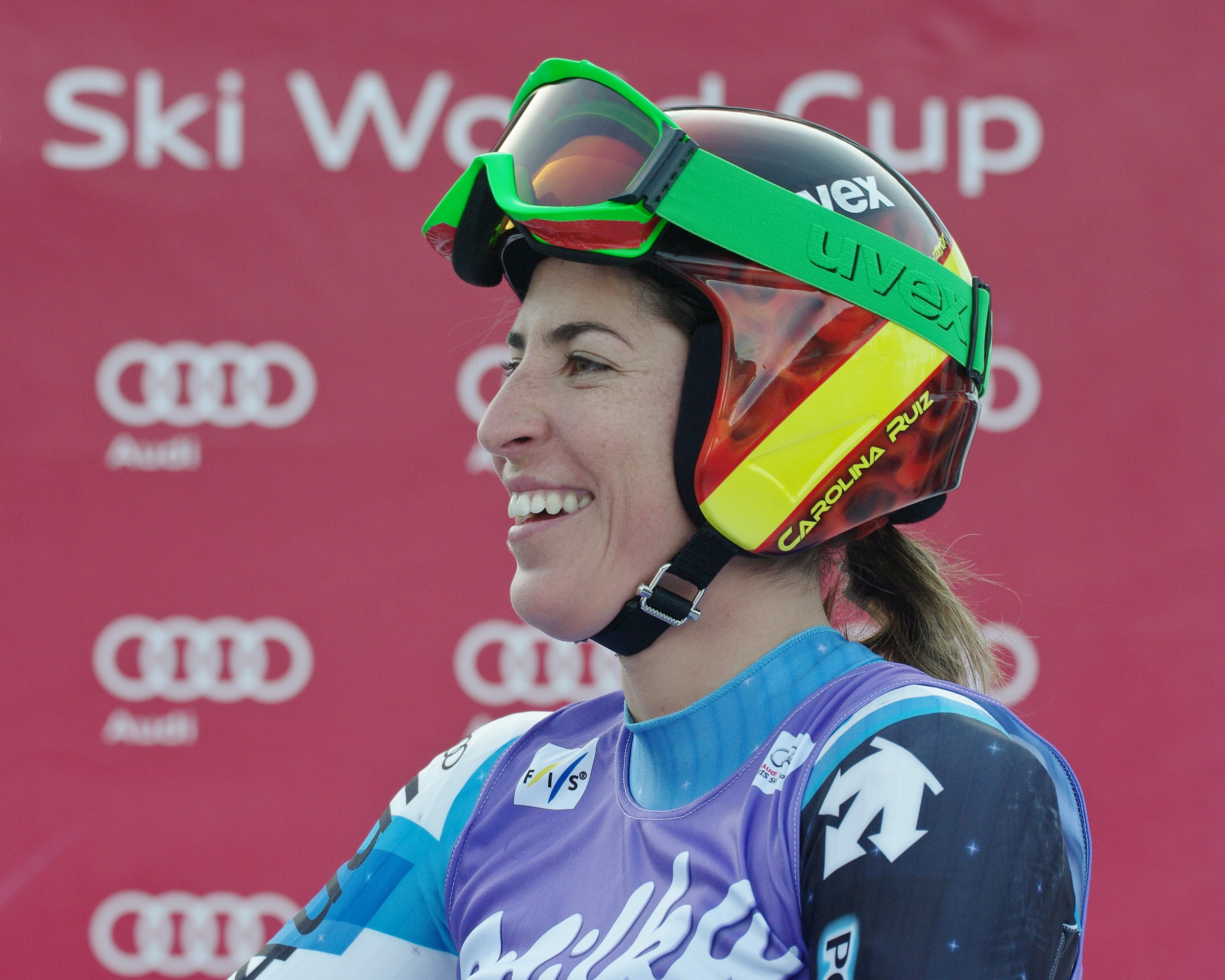
Carolina Ruiz Castillo

Carolina Ruiz Castillo, född 14 oktober 1981 i Osorno i Chile, är en spansk före detta alpin skidåkare. Hon gjorde sin första start i världscupen 24 oktober 1998 i Sölden.
Ruiz Castillo har deltagit i fyra olympiska spel och åtta världsmästerskap. Hon har tagit två medaljer i juniorvärldsmästerskap. Hon har vunnit en världscuptävling.

## Världscupsegrar
| Datum            | Plats   | Gren      | Resultat |
| ---------------- | ------- | --------- | -------- |
| 23 februari 2013 | Méribel | Störtlopp |          |